# Бруксизм
Брукси́зм (от др.-греч. βρυγμός — «зубной скрежет») — скрежет зубами. Чаще проявляется во время сна (скрежет, стуки зубами, чавкание, сглатывание слюны). Регулярные проявления (еженочные приступы по несколько минут) могут отрицательно сказываться на здоровье эмали зубов и височно-нижнечелюстных суставов.

## Причины
В основе проявления бруксизма лежит комплекс различных причин, среди которых необходимо выделить следующие:

### Психологические
С точки зрения психологии бруксизм может быть следствием эмоциональной нестабильности, стрессов, перегрузок, частых аффективных состояний, перенапряжения, которые вызывают непроизвольные мышечные сокращения и скрежет зубами. Однако кратковременные проявления бруксизма во сне могут быть и у эмоционально стабильных людей.

### Неврологические
С точки зрения неврологии проблема заключается в нарушении деятельности центральной и периферической систем, которые приводят к неврологическим и двигательным расстройствам. Отмечается, что бруксизм часто сопровождается нарушениями сна (сомнамбулизмом, храпом, ночными кошмарами, апноэ во сне), энурезом, тремором, эпилепсией. Такие состояния, как тризм и бруксизм, могут развиваться вследствие тонического напряжения жевательной мускулатуры при поражении двигательных нейронов тройничного нерва. Бруксизм также может быть признаком экстрапирамидных побочных эффектов психотропных препаратов. Имеются данные о связи проявлений бруксизма с функциональными нарушениями позвоночника .

### Стоматологические
Согласно стоматологической теории бруксизма, расстройство является последствием отклонений в строении и функционировании зубочелюстной системы:
- аномалии зубов (адентия, сверхкомплектные зубы);
- неправильный прикус;
- некачественное лечение зубов;
- плохо подобранные брекет-системы или зубные протезы;
- артрит или артроз ВНЧС и др.

Но не у всех людей с окклюзионными нарушениями развивается бруксизм.

### Другие причины
Остальные теории бруксизма не нашли широкого признания и достоверных научных подтверждений. К ним относится связывание бруксизма с нарушениями носового дыхания (аденоиды, искривление носовой перегородки, частые проявления ринита), гастроэзофагеальной рефлюксной болезнью, гельминтозами (аскаридозом, энтеробиозом и др.), неправильным питанием, злоупотреблением жевательной резинкой и пр.
Склонность к скрежету зубов отмечается у людей с болезнью Паркинсона, хореей Гентингтона. У детей бруксизм может проявляться в период прорезывания и смены зубов. Кофакторами бруксизма также являются недавно перенесенная черепно-мозговая травма, злоупотребление алкоголем, никотином, кофеином, снотворными, антидепрессантами.

## Признаки и симптомы
У пациентов могут наблюдаться различные симптомы, включая:
- Утренние мигрени
- Утренние головные боли
- Челюстные боли
- Боли в височно-нижнечелюстных суставах
- Боли лицевых мускулов и нервов
- Оталгию (боль в ушах)
- Боль в придаточных пазухах носа
- Тиннитус (звон в ушах)
- Вертиго (вестибулярное головокружение)
- Боль в шее
- Боль в плечах
- Боль в спине
- Плохой сон
- Просыпание истощённым
- Стресс или напряжение
- Депрессию
- Нарушение питания
- Бессонницу
- Дневную сонливость
- Высокую чувствительность или раздражение глаз
- Покалывания в голове
- Спазм жевательных мышц
- Дискомфорт при смыкании зубов
- Травмы языка

Клиническая картина заболевания достаточно специфична. Во время сна внезапно раздаётся скрежет зубов, который может продолжаться в течение нескольких секунд или минут. Подобные приступы иногда повторяются много раз за ночь.
Диагноз, как правило, устанавливается на основе анамнеза. Помимо собственно скрежета зубов, пациент может жаловаться на мышечные и суставные боли в области нижней челюсти. При осмотре можно не отметить каких-либо нарушений, однако при тяжёлой форме заболевания часто наблюдается стирание эмали, кариес и воспаление периодонтальных тканей. Это связано со значительной травмой зубов во время спастических сокращений нижней челюсти.
Диагноз можно подтвердить с помощью специального полисомнографического исследования, при котором регистрируется весьма специфическая картина спастического сокращения жевательных мышц. Кроме этого, полисомнография важна для исключения эпилепсии как причины бруксизма.

## Лечение

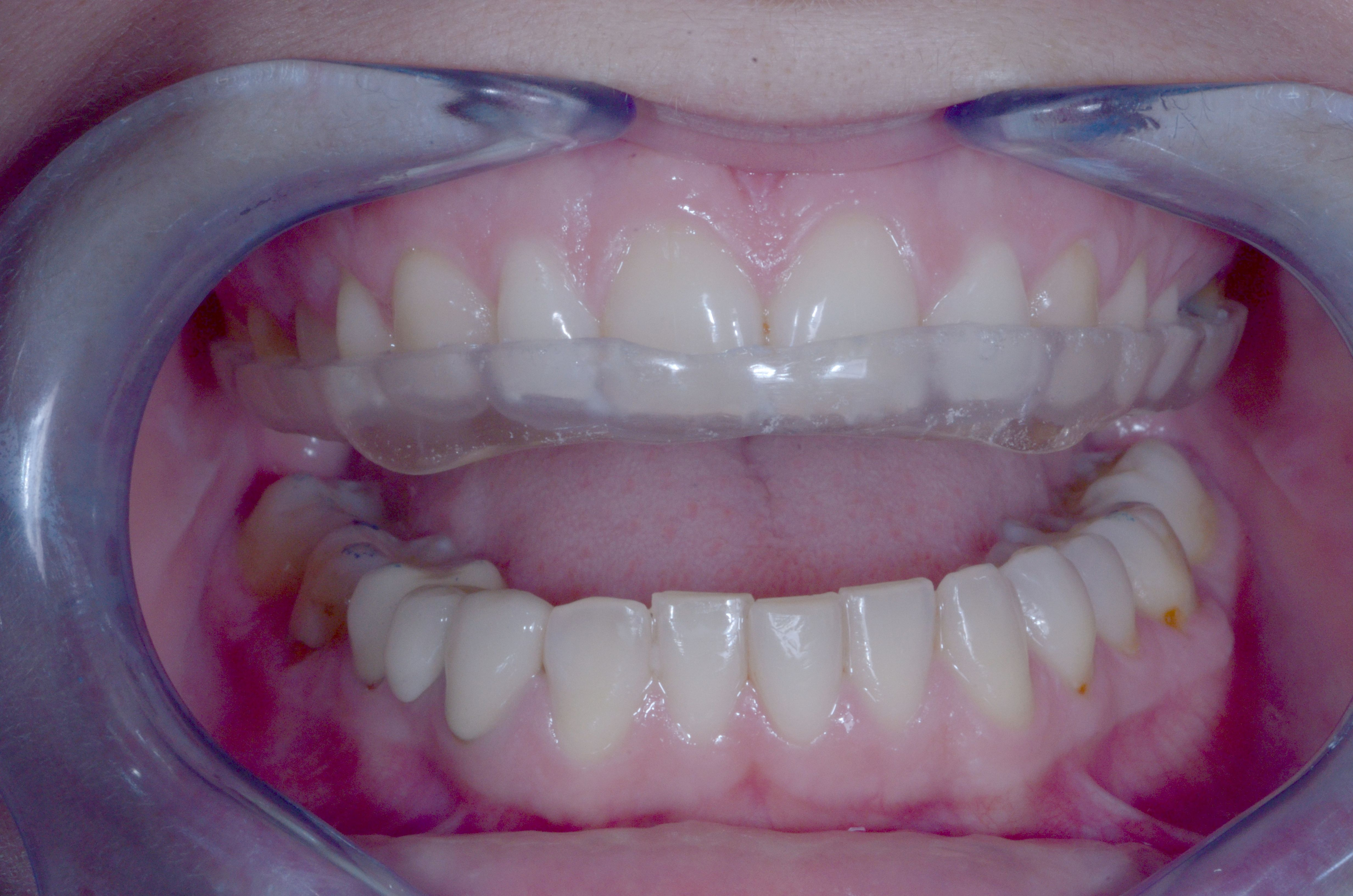
прозрачная капа при бруксизме

Выбор лечения зависит от того, что именно явилось причиной данной проблемы. Некоторые варианты лечения:
- Надевание на время сна специального устройства. Такая капа, изготовленная стоматологом индивидуально для каждого пациента по форме и размеру зубов, надевается на верхние зубы и предохраняет их от трения о нижние зубы. Хотя устройство помогает справиться с бруксизмом, оно от него не излечивает, не устраняет причину его возникновения.
- Научиться расслабляться. Поскольку главной причиной бруксизма является повседневный стресс, больному могут помочь любые способы избавления от стресса — прослушивание музыки, чтение книг, прогулки или ванны[источник не указан 3034 дня]. Возможно, следует сходить на психологическую консультацию, чтобы научиться эффективно справляться со стрессовыми ситуациями. Также можно прикладывать к щекам тёплое влажное полотенце — это поможет расслабить мышцы, уставшие от стискивания зубов.
- Также помогает психотерапия, которая направлена на выявление конфликтов, их осознавание и развитие способностей более эффективно справляться с повседневными трудностями жизни.[источник не указан 4293 дня]
- В мировой практике для лечения также используются как методы, находящиеся в компетенции стоматолога (occlusal equilibration, splint therapy), так и методы, направленные на выработку навыков расслабления (гипноз, психотерапия, акупунктура). Развиваются экспериментальные методики лечения с помощью приборов, использующих эффект биологической обратной связи[7].
- Восстановление нормального состояния позвоночника и глубоких околопозвоночных мышц [5].